# 基塔卜
基塔卜(Malayalam: കിത്താബ്)是一部马拉雅拉姆语戏剧，以幽默的手法讲述了一名年轻的女孩，梦想着可以像男性穆安津那样宣礼来召集人们进行礼拜。这个女孩质疑妇女在她的社会中的附属地位，并通过与她的朋友跳舞、从拒绝提供食物的人手里偷走食物、要求有机会进行宣礼等方式来挑战社会的观念。
该剧是由编剧兼导演拉菲克·曼加拉瑟里（Rafeeq Mangalassery）编写的，于2018年11月在印度喀拉拉邦演出。当时女权运动正在萌芽。妇女们要求拥有在萨巴里马拉神庙进行礼拜和参加宗教仪式的权利，以及实现宗教场所的性别平等，包括任命妇女为伊玛目，参加并领导清真寺祷告仪式。

## 灵感
拉菲克·曼加拉瑟里表示，他的戏剧《基塔卜》并非直接来源于宣礼的故事，而是从贾亚钱德兰·帕拉梅斯瓦兰·奈尔的一部关于基塔卜的故事中获得的灵感。然而，奈尔认为曼加拉瑟里的戏剧与他没有关联，并表示这个戏剧与他的思想不符，而且缺乏精神价值。另一名马来亚拉姆导演V.K. Prakash也有计划将奈尔的故事改编成电影。

## 剧情
一个穆斯林女孩希望像她父亲一样成为一名穆安津，并可以宣礼。她偷了母亲为房子里的男人们而做的炸鱼，并说母亲的做法是不道德的，因为帕达雄（创造者之神）会理解女孩没有得到足够的食物。然而，父亲斥责她，告诉她女人应该只得到男人所拥有的一半。对此，女孩毫不客气地问：为什么女人不应该只穿男人的一半。
在这些冲突中，她表示希望宣礼。而她的父亲通过参考《基塔卜》，回应了她的所有质问。他将她锁在家里，这样她就不会再表演了。他告诉她，如果她继续这样做，她将不会到达天堂。
她说：“如果我因为唱歌和跳舞就失去进入天堂的机会，那我宁愿不去天堂。”父亲甚至试图在她在学校表演时杀死她。当母亲提醒他不仅是穆安津，还是一名父亲时，他才允许她宣礼。这部戏以女孩开始宣礼，其余人们祈祷而结束。

## 争议
这部戏剧在曼木达高中的一场伯德格拉学区校际比赛期间表演，在当地获得了最佳话剧和最佳女演员奖，并有望继续在喀拉拉邦州级的校际比赛期间演出。《基塔卜》描绘了在传统穆斯林家庭中针对妇女的歧视。讨论了诸如食物方面、教育方面、以及一夫多妻制下的对女孩的歧视。该剧因以伊斯兰为背景来讨论性别公正问题，再加上曼木达高中的参与，而遭到了反对声音，也被宗教政治正统派和保守派以信仰问题为由而停滞。 该剧引发了关于性别平等和宗教偏激的讨论。这部戏后来曾单独拿出来演出过。
随后，出现了一场名为Kithabile Koora的具有“你们不也一样”风格的反抗性戏剧，讲述一位女性寻求宗教自由。马拉雅拉姆剧院活动家之一阿巴斯·卡拉索德（Abbas Kalathode）对该戏并不感冒，并批评曼格拉瑟里的《基塔卜》没有考虑到穆斯林社区最近发生的诸多意义深远的变化。他说：“将穆安津描述为坏人还是过于保守了，因为穆斯林中也出现了其他的坏人。”曼加拉瑟里不同意，并回答说：“说穆斯林社区在社会生活中取得了稳步发展是不正确的。穆斯林和其他社区一样可能会发生变化，但是回归的力量也开始占主导地位。在喀拉拉邦，罩袍已经成为少数穆斯林妇女的服饰。我知道穆安津只是清真寺的工作人员，但他代表着神职人员，在穆斯林中这种恶魔般的控制得到了加强。而这部戏剧以社区出现新气象为结尾。”曼加拉瑟里补充说：“这部戏的背景是一个穆斯林家庭，因此它讲述了穆斯林的生活。没有打算侮辱任何特定的宗教。” 包括K Satchidanandan和S Hareesh在内的活动家和作家在州音乐节上表示反对将《基塔卜》排除在外。他们在联合声明中谴责宗教组织干预喀拉拉改革运动的价值和言论自由。摄影师普拉萨普·约瑟夫（Prathap Joseph）在社交媒体上发起运动，声称取缔该剧是“对喀拉拉改革运动价值和言论自由的威胁”。
剧作家A. Santha Kumar在Facebook上写道：“学校通过撤回剧本并屈服于宗教领袖的命令来撇清关系。”他还抱怨他们孤立了该剧的作者，问“为什么那些大肆谈论‘改革运动的价值’的人屈服于‘少数族裔的原教旨主义’，并对孤立曼加拉瑟里保持沉默？”

## 拉菲克·曼加拉瑟里
拉菲克·曼加拉瑟里是马拉雅拉姆语的剧本作家兼导演，来自印度喀拉拉。他的戏剧《安娜佩鲁纳（Annaperuna）》描绘了人们浪费食物，而其他许多人则忍受饥饿。他还执导过Kottem Kareem。他在2013年凭借戏剧金努·克里希南（Kinnu Krishnan）赢得了喀拉拉萨西塔奥斯卡戏曲奖； 和喀拉拉桑吉塔纳塔卡奥斯卡奖，是Iratta Jeevithangaliloode的最佳剧本（通过《双胞胎》）。他也参与儿童戏剧创作。